# Пессоа, Родриго
Родриго де Паула Пессоа (порт.-браз. Rodrigo de Paula Pessoa, род. 29 ноября 1972, Нёйи-сюр-Сен) — бразильский спортсмен-конник, выступающий в конкуре, единственный в истории Южной Америки олимпийский чемпион по конному спорту (выиграл личный конкур на Играх 2004 года). Чемпион мира 1998 года в личном конкуре, победитель Панамериканских игр. Участник 8 летних Олимпийских игр (рекорд в истории Бразилии).

## Биография
Сын Нелсона Пессоа (род. 1935), который также выступал в конкуре и 5 раз на протяжении 36 лет участвовал в Олимпийских играх (1956, 1964, 1968, 1972, 1992). На Олимпийских играх 1992 года в Барселоне отец и сын Пессоа вместе выступали в конкуре в составе сборной Бразилии. В 1995 году 59-летний Нелсон и 22-летний Родриго в составе сборной Бразилии победили на Панамериканских играх в Мар-дель-Плате в командном конкуре. Для Нелсона то золото стало вторым на Панамериканских играх после победы в командном конкуре в 1967 году.
На Олимпийских играх 1996 года в Атланте Родриго, выступая в седле 11-летнего TomBoy, стал бронзовым призёром в командном конкуре, это была первая в истории Бразилии олимпийская медаль в конном спорте. В 1998 году Пессоа выиграл золото в личном конкуре на Всемирных конных играх в Риме в седле Gandini Lianos. На Олимпийских играх 2000 года в Сиднее бразильцы вновь завоевали бронзу в командном конкуре, Пессоа выступал в седле 11-летнего Baloubet du Rouet.
На Олимпийских играх 2004 года в Афинах Пессоа в седле 15-летнего Baloubet du Rouet стал олимпийским чемпионом в личном конкуре. Изначально золото выиграл ирландец Киан О’Коннор, но уже осенью 2004 года стало известно, что у лошади О’Коннора Waterford Crystal был обнаружен допинг. В финальном раунде Пессоа в перепрыжке за серебро опередил американца Криса Кэпплера, который не смог финишировать из-за травмы своей лошади Royal Kaliber. В 2005 году было принято решении о перераспределении наград, и золото перешло к Пессоа, он получил свою золотую медаль в августе 2005 года на пляже Копакабана, на церемонии присутствовал президент МОК Жак Рогге.
На Панамериканских играх 2007 года в Рио-де-Жанейро Пессоа на Rufus выиграл золото в командном конкуре и серебро в личном, уступив только канадке Джилл Хенслвуд.
На Олимпийских играх 2008 года уже лошадь самого Пессоа Rufus была дисквалифицирована из-за запрещенного препарата. Пессоа выплатил штраф в 2000 швейцарских франков и был отстранен от соревнований на 4,5 месяца.
На Олимпийских играх 2012 года в Лондоне Пессоа был знаменосцем сборной Бразилии на церемонии открытия. Однако на самих Играх Пессоа в седле Rebozo выступил неудачно — только 22-е место в личном конкуре и 8-е в командном.
На домашних Олимпийских играх 2016 года в Рио-де-Жанейро Пессоа отказался от роли запасного в сборной Бразилии, вместо этого он комментировал соревнования на французском телеканале.
В 2017 году Пессоа стал тренером сборной Ирландии по конкуру и помог ей выиграть европейский титул в Гётеборге и пройти отбор на летние Олимпийские игры 2020 года.
На Олимпийских играх 2020 года выступал только в квалификации командного конкура, однако отказался от выступления в финальном раунде после того, как его лошадь Carlito's Way 6 дважды отказывалась брать барьер.
На Панамериканских играх 2023 года в Чили Пессоа в седле Major Tom стал бронзовым призёром в командном конкуре. Эту медаль он завоевал спустя 28 лет после своей первой награды на Панамериканских играх.
В 2024 году в Париже 51-летний Пессоа выступил на своих восьмых Олимпийских играх. В командном первенстве бразильцы не завершили квалификацию. В личном первенстве Пессоа в седле Major Tom вышел в финал, но там сошёл. Он стал первым в истории бразильцем, принимавшим участие в 8 летних Играх (в 8 летних и зимних Играх в сумме участвовала также Жаклин Моран).

### Личная жизнь
В 2009 году женился на американке Алексе Уикс, у пары три дочери — Сесилия, София и Лусиана. В 2019 году семья переехала на родину Алексы в штат Коннектикут.